# گرمار رودولف
گرمار رودولف (آلمانی: Germar Rudolf؛ زادهٔ ۲۹ اکتبر ۱۹۶۴) یک شیمی‌دان اهل آلمان است.